# Fußball-Club St. Pauli von 1910 2009-2010
Questa voce raccoglie le informazioni riguardanti il Fußball-Club St. Pauli von 1910 nelle competizioni ufficiali della stagione 2009-2010.

## Stagione
Nella stagione 2009-2010 il St. Pauli, allenato da Holger Stanislawski, concluse il campionato di 2. Bundesliga al 2º posto e fu promosso in Bundesliga. In Coppa di Germania il St. Pauli fu eliminato al secondo turno dal Werder Brema.

## Rosa
| N. |                     | Ruolo | Calciatore            |
| -- | ------------------- | ----- | --------------------- |
| 1  | Germania (bandiera) | P     | Patrik Borger         |
| 25 | Germania (bandiera) | P     | Mathias Hain          |
| 31 | Germania (bandiera) | P     | Benedikt Pliquett     |
| 22 | Germania (bandiera) | D     | Andreas Biermann      |
| 32 | Ghana (bandiera)    | D     | Davidson Eden         |
| 14 | Germania (bandiera) | D     | Marcel Eger           |
| 3  | Camerun (bandiera)  | D     | Marc Gouiffe á Goufan |
| 11 | Germania (bandiera) | D     | Ralph Gunesch         |
| 27 | Germania (bandiera) | D     | Jan-Philipp Kalla     |
| 2  | Germania (bandiera) | D     | Florian Lechner       |
| 4  | Germania (bandiera) | D     | Fabio Morena          |
| 6  | Germania (bandiera) | D     | Bastian Oczipka       |
| 24 | Germania (bandiera) | D     | Carsten Rothenbach    |
| 16 | Germania (bandiera) | D     | Markus Thorandt       |
| 17 | Germania (bandiera) | C     | Fabian Boll           |

| N. |                     | Ruolo | Calciatore          |
| -- | ------------------- | ----- | ------------------- |
| 5  | Canada (bandiera)   | C     | Jonathan Bourgault  |
| 8  | Germania (bandiera) | C     | Florian Bruns       |
| 30 | Germania (bandiera) | C     | Dennis Daube        |
| 33 | Germania (bandiera) | C     | Mathias Hinzmann    |
| 18 | Germania (bandiera) | C     | Max Kruse           |
| 20 | Germania (bandiera) | C     | Matthias Lehmann    |
| 10 | Germania (bandiera) | C     | Thomas Meggle       |
| 12 | Germania (bandiera) | C     | Timo Schultz        |
| 13 | Ghana (bandiera)    | C     | Charles Takyi       |
| 9  | Germania (bandiera) | A     | Marius Ebbers       |
| 7  | Germania (bandiera) | A     | Rouwen Hennings     |
| 23 | Germania (bandiera) | A     | Deniz Naki          |
| 26 | Francia (bandiera)  | A     | Morike Sako         |
| 19 | Germania (bandiera) | A     | Richard Sukuta-Pasu |

## Organigramma societario
Area tecnica
- Allenatore: Holger Stanislawski
- Allenatore in seconda: André Trulsen
- Preparatore dei portieri: Klaus-Peter Nemet
- Preparatori atletici: Ronald Wollmann

## Risultati

### 2. Bundesliga

#### Girone di andata
| Arbitro: | Drees |

|                          |           |            |
| Lehmann 31’ Pichinot 90’ | Marcatori | 43’ Döring |

| Arbitro: | Sippel |

|  |           |                                                        |
|  | Marcatori | 24’, 28’ Ebbers 35’ Naki 39’ (rig.) Bruns 86’ Hennings |

| Arbitro: | Aytekin |

|                            |           |                         |
| Bruns 13’ (rig.) Takyi 27’ | Marcatori | 16’ Kouemaha 59’ Wagner |

| Arbitro: | Bandurski |

|  |           |                                          |
|  | Marcatori | 25’, 55’ Lehmann 69’ Hennings 74’ Ebbers |

| Arbitro: | Fischer |

|                             |           |                                 |
| Cenci 3’ Gunesch 18’ (aut.) | Marcatori | 1’ Ebbers 69’ Takyi 75’ Lehmann |

| Arbitro: | Brych |

|                  |           |                       |
| Bruns 84’ (rig.) | Marcatori | 45’ Amedick 70’ Nemec |

| Arbitro: | Leicher |

|             |           |  |
| Federico 3’ | Marcatori |  |

| Arbitro: | Welz |

|                                    |           |           |
| Rothenbach 28’ Ebbers 58’ Naki 90’ | Marcatori | 89’ Mlapa |

| Arbitro: | Wagner |

|                 |           |                                |
| Stoppelkamp 40’ | Marcatori | 61’ Ebbers 73’ Bruns 90’ Kruse |

| Arbitro: | Schalk |

|           |           |            |
| Kruse 67’ | Marcatori | 56’ Kweuke |

| Arbitro: | Kinhöfer |

|  |           |                      |
|  | Marcatori | 76’ Lehmann 84’ Naki |

| Arbitro: | Stieler |

|                       |           |                      |
| Kruse 4’ Hennings 72’ | Marcatori | 22’ (rig.) Langeneke |

| Arbitro: | Winkmann |

|                                         |           |                 |
| Thurk 54’ Morena 56’ (aut.) Sinkala 90’ | Marcatori | 29’, 73’ Ebbers |

| Arbitro: | Wingenbach |

|                               |           |  |
| Ebbers 9’ Kalla 14’ Kruse 39’ | Marcatori |  |

| Arbitro: | Fleischer |

|          |           |                                                         |
| Kuqi 87’ | Marcatori | 10’ Ebbers 27’, 55’ Kruse 73’ (rig.) Bruns 79’ Hennings |

| Arbitro: | Wagner |

|                        |           |                                 |
| Takyi 41’ Hennings 66’ | Marcatori | 82’ Allagui 90’ Ghasemi-Nobakht |

| Arbitro: | Gagelmann |

|                              |           |          |
| Sağlık 69’ (rig.) Brandy 76’ | Marcatori | 90’ Sako |

#### Girone di ritorno
| Arbitro: | Perl |

|  |           |                            |
|  | Marcatori | 77’ Ebbers 86’ Sukuta-Pasu |

| Arbitro: | Zwayer |

|           |           |  |
| Kruse 31’ | Marcatori |  |

| Arbitro: | Fleischer |

|  |           |                    |
|  | Marcatori | 6’ Ebbers 20’ Naki |

| Arbitro: | Schriever |

|                   |           |                |
| Hennings 24’, 45’ | Marcatori | 40’ Chrisantus |

| Amburgo 12 febbraio 2010, ore 18:00 CET 22ª giornata | St. Pauli | 0 – 0 referto | FSV Francoforte | Millerntor-Stadion (19 901 spett.)\| Arbitro: \| Christ \| |
| Arbitro:                                             | Christ    |               |                 |                                                            |

| Arbitro: | Kircher |

|                                  |           |  |
| Sam 20’ Steinhöfer 71’ Lakić 90’ | Marcatori |  |

| Arbitro: | Schmidt |

|  |           |              |
|  | Marcatori | 33’ Federico |

| Arbitro: | Gräfe |

|                 |           |            |
| Aigner 23’, 57’ | Marcatori | 51’ Ebbers |

| Arbitro: | Hartmann |

|                                                      |           |                                        |
| Ebbers 5’ Lehmann 24’ Oczipka 54’ Bruns 74’ Boll 85’ | Marcatori | 19’ Stoppelkamp 30’ Gordon 76’ Miletic |

| Arbitro: | Dingert |

|  |           |           |
|  | Marcatori | 53’ Takyi |

| Arbitro: | Rafati |

|                     |           |  |
| Ebbers 41’ Naki 55’ | Marcatori |  |

| Arbitro: | Brych |

|               |           |  |
| Heidinger 48’ | Marcatori |  |

| Arbitro: | Meyer |

|                             |           |  |
| Lehmann 51’ Ebbers 62’, 83’ | Marcatori |  |

| Arbitro: | Kinhöfer |

|                              |           |           |
| Mattuschka 10’ Benyamina 87’ | Marcatori | 19’ Takyi |

| Arbitro: | Stark |

|                                                                    |           |            |
| Takyi 42’, 58’ Naki 44’ Ebbers 59’ Hennings 69’ Lehmann 74’ (rig.) | Marcatori | 75’ Pourie |

| Arbitro: | Winkmann |

|           |           |                                            |
| Nöthe 37’ | Marcatori | 51’ Naki 65’ Ebbers 73’ Takyi 88’ Hennings |

| Arbitro: | Zwayer |

|            |           |                           |
| Ebbers 19’ | Marcatori | 45’ Brückner 81’ Daghfous |

### Coppa di Germania
| Arbitro: | Leicher |

|  |           |                 |
|  | Marcatori | 105’, 120’ Naki |

| Arbitro: | Winkmann |

|                    |           |           |
| Hunt 29’ Naldo 81’ | Marcatori | 75’ Takyi |

## Statistiche

### Statistiche di squadra
| Competizione      | Punti | In casa | In casa | In casa | In casa | In casa | In casa | In trasferta | In trasferta | In trasferta | In trasferta | In trasferta | In trasferta | Totale | Totale | Totale | Totale | Totale | Totale | DR  |
| Competizione      | Punti | G       | V       | N       | P       | Gf      | Gs      | G            | V            | N            | P            | Gf           | Gs           | G      | V      | N      | P      | Gf     | Gs     | DR  |
| ----------------- | ----- | ------- | ------- | ------- | ------- | ------- | ------- | ------------ | ------------ | ------------ | ------------ | ------------ | ------------ | ------ | ------ | ------ | ------ | ------ | ------ | --- |
| 2. Bundesliga     | 64    | 17      | 10      | 4       | 3       | 36      | 18      | 17           | 10           | 0            | 7            | 36           | 19           | 34     | 20     | 4      | 10     | 72     | 37     | +35 |
| Coppa di Germania | -     | 0       | 0       | 0       | 0       | 0       | 0       | 2            | 1            | 0            | 1            | 3            | 2            | 2      | 1      | 0      | 1      | 3      | 2      | +1  |
| Totale            | -     | 17      | 10      | 4       | 3       | 36      | 18      | 19           | 11           | 0            | 8            | 39           | 21           | 36     | 21     | 4      | 11     | 75     | 39     | +36 |

### Andamento in campionato
| Giornata  | 1 | 2 | 3 | 4 | 5 | 6 | 7 | 8 | 9 | 10 | 11 | 12 | 13 | 14 | 15 | 16 | 17 | 18 | 19 | 20 | 21 | 22 | 23 | 24 | 25 | 26 | 27 | 28 | 29 | 30 | 31 | 32 | 33 | 34 |
| --------- | - | - | - | - | - | - | - | - | - | -- | -- | -- | -- | -- | -- | -- | -- | -- | -- | -- | -- | -- | -- | -- | -- | -- | -- | -- | -- | -- | -- | -- | -- | -- |
| Luogo     | C | T | C | T | T | C | T | C | T | C  | T  | C  | T  | C  | T  | C  | T  | T  | C  | T  | C  | C  | T  | C  | T  | C  | T  | C  | T  | C  | T  | C  | T  | C  |
| Risultato | V | V | N | V | V | P | P | V | V | N  | V  | V  | P  | V  | V  | N  | P  | V  | V  | V  | V  | N  | P  | P  | P  | V  | V  | V  | P  | V  | P  | V  | V  | P  |
| Posizione | 5 | 1 | 2 | 1 | 1 | 3 | 3 | 3 | 2 | 2  | 2  | 2  | 2  | 2  | 2  | 2  | 2  | 2  | 2  | 2  | 2  | 2  | 2  | 3  | 3  | 3  | 3  | 2  | 2  | 2  | 2  | 2  | 2  | 2  |

Legenda:

Luogo: C = Casa; T = Trasferta. Risultato: V = Vittoria; N = Pareggio; P = Sconfitta.

### Statistiche dei giocatori
| Giocatore      | 2. Bundesliga | 2. Bundesliga | 2. Bundesliga | 2. Bundesliga | Coppa di Germania | Coppa di Germania | Coppa di Germania | Coppa di Germania | Totale   | Totale | Totale      | Totale     |
| Giocatore      | Presenze      | Reti          | Ammonizioni   | Espulsioni    | Presenze          | Reti              | Ammonizioni       | Espulsioni        | Presenze | Reti   | Ammonizioni | Espulsioni |
| -------------- | ------------- | ------------- | ------------- | ------------- | ----------------- | ----------------- | ----------------- | ----------------- | -------- | ------ | ----------- | ---------- |
| P. Borger      | -             | -             | -             | -             | -                 | -                 | -                 | -                 | -        | -      | -           | -          |
| M. Hain        | 33            | 0             | 3             | 0             | 2                 | 0                 | 0                 | 0                 | 35       | 0      | 3           | 0          |
| B. Pliquett    | 2             | 0             | 0             | 0             | -                 | -                 | -                 | -                 | 2        | 0      | 0           | 0          |
| A. Biermann    | 1             | 0             | 0             | 0             | -                 | -                 | -                 | -                 | 1        | 0      | 0           | 0          |
| D. Eden        | 7             | 0             | 2             | 0             | 1                 | 0                 | 1                 | 0                 | 8        | 0      | 3           | 0          |
| M. Eger        | 3             | 0             | 0             | 0             | -                 | -                 | -                 | -                 | 3        | 0      | 0           | 0          |
| M. Goufan      | -             | -             | -             | -             | -                 | -                 | -                 | -                 | -        | -      | -           | -          |
| R. Gunesch     | 21            | 0             | 0             | 0             | 1                 | 0                 | 0                 | 0                 | 22       | 0      | 0           | 0          |
| J. Kalla       | 8             | 1             | 2             | 0             | 1                 | 0                 | 0                 | 0                 | 9        | 1      | 2           | 0          |
| F. Lechner     | 14            | 0             | 1             | 2             | -                 | -                 | -                 | -                 | 14       | 0      | 1           | 2          |
| F. Morena      | 31            | 0             | 5             | 0             | 2                 | 0                 | 1                 | 0                 | 33       | 0      | 6           | 0          |
| B. Oczipka     | 16            | 1             | 0             | 0             | -                 | -                 | -                 | -                 | 16       | 1      | 0           | 0          |
| C. Rothenbach  | 28            | 1             | 0             | 0             | 2                 | 0                 | 0                 | 0                 | 30       | 1      | 0           | 0          |
| M. Thorandt    | 15            | 0             | 2             | 0             | 1                 | 0                 | 0                 | 0                 | 16       | 0      | 2           | 0          |
| F. Boll        | 26            | 1             | 3             | 1             | 2                 | 0                 | 1                 | 0                 | 28       | 1      | 4           | 1          |
| J. Bourgault   | 3             | 0             | 1             | 0             | -                 | -                 | -                 | -                 | 3        | 0      | 1           | 0          |
| F. Bruns       | 33            | 6             | 6             | 0             | 2                 | 0                 | 0                 | 0                 | 35       | 6      | 6           | 0          |
| D. Daube       | 9             | 0             | 0             | 0             | -                 | -                 | -                 | -                 | 9        | 0      | 0           | 0          |
| M. Hinzmann    | -             | -             | -             | -             | -                 | -                 | -                 | -                 | -        | -      | -           | -          |
| M. Kruse       | 29            | 7             | 1             | 0             | 2                 | 0                 | 0                 | 0                 | 31       | 7      | 1           | 0          |
| M. Lehmann     | 33            | 8             | 7             | 0             | 2                 | 0                 | 0                 | 0                 | 35       | 8      | 7           | 0          |
| T. Meggle      | -             | -             | -             | -             | -                 | -                 | -                 | -                 | -        | -      | -           | -          |
| T. Schultz     | 14            | 0             | 2             | 0             | 1                 | 0                 | 0                 | 0                 | 15       | 0      | 2           | 0          |
| C. Takyi       | 29            | 8             | 1             | 1             | 2                 | 1                 | 0                 | 0                 | 31       | 9      | 1           | 1          |
| M. Ebbers      | 34            | 20            | 4             | 0             | 1                 | 0                 | 0                 | 0                 | 35       | 20     | 4           | 0          |
| R. Hennings    | 29            | 9             | 1             | 0             | 2                 | 0                 | 0                 | 0                 | 31       | 9      | 1           | 0          |
| D. Naki        | 30            | 7             | 6             | 0             | 2                 | 2                 | 0                 | 0                 | 32       | 9      | 6           | 0          |
| M. Sako        | 14            | 1             | 2             | 0             | 1                 | 0                 | 0                 | 0                 | 15       | 1      | 2           | 0          |
| R. Sukuta-Pasu | 13            | 1             | 2             | 0             | -                 | -                 | -                 | -                 | 13       | 1      | 2           | 0          |
| N. Pichinot    | 1             | 1             | 0             | 0             | 1                 | 0                 | 0                 | 0                 | 2        | 1      | 0           | 0          |